# Neritos purpurescens
Neritos purpurescens là một loài bướm đêm thuộc phân họ Arctiinae, họ Erebidae.